# Georges Darling
Pour les articles homonymes, voir Darling.
Georges Darling (1899-1943) fut un résistant franco-britannique, pendant la Seconde Guerre mondiale.

## Famille
- Son père : William Darling, Britannique, éleveur (de chevaux), 30 ans à la naissance de Georges ; mariage : le 1er mars 1897 à Lamorlaye (Oise) ; domicile : Neaufles-Saint-Martin (Eure).
- Sa mère : Sarah Cunnington, 22 ans à la naissance de Georges ; sans profession.
- Sa femme : Anne Marie Andrée Teynac ; mariage le 4 août 1923 à Saint-Pey-d'Armens (Gironde).
- Leur fils : William (1925-1987).

## Éléments biographiques
Georges William Darling naît le 26 juin 1899 à Neaufles-Saint-Martin. Il est baptisé le 20 septembre 1899 à l’église Saint-Pierre de Chantilly.
Pendant la Seconde Guerre mondiale, George Darling crée autour de Gisors (Eure) un groupe de résistance, qui comprendra : Alexandre Laurent, gendarme de la brigade de Gisors ; Jules et Olga Villegas, restaurateurs "Aux Bosquets" entre Gisors et Bézu-Saint-Éloi ; Sylvain Sénécaux et Irénée Lecercle, de Neaufles-Saint-Martin ; Jean Bussy, propriétaire d'une boulangerie à Trie-Château ; Adolphe Redelsperger, boulanger chez Bussy ; Pierre Perret, garde forestier à Chambors ; Renée Guépin ; etc. Grâce à son rattachement au réseau Prosper-PHYSICIAN de Francis Suttill au premier semestre 1943, le groupe reçoit  plusieurs parachutages d'armes en provenance d'Angleterre. Le 26 juin 1943, lorsque les Allemands interviennent à Trie-Château, dans le cadre d'une action générale à l'encontre du réseau, il est blessé par balles. Il existe deux versions principales de cet événement :
Récit . Le 26 juin 1943, en début d’après-midi, un camion se présente à Trie-Château. À son bord, Josef Placke, le Feldwebel du SD (basé avenue Foch, à Paris) à la tête d'un commando de truands de la rue Lauriston qu'il fait passer pour une section du réseau Prosper. Il montre une lettre signée Suttill demandant à son ami Darling de conduire le porteur aux caches d'armes du bois de l'Étoile, à Chambors, village voisin de Trie-Château. La lettre est authentique. Darling enfourche son vélomoteur et guide le camion vers la cache. Le chargement terminé, il met le vélomoteur en marche et se prépare à rentrer chez lui. À cet instant, un des hystériques de la gâchette, si nombreux dans les bandes de truands de la Gestapo française, croit qu'il prend la fuite. Il tire. Atteint à bout portant, l'Anglais parvient à rester en selle et à s'enfuir dans la forêt jusqu'à ce qu'il s'écroule, ensanglanté, dans un fourré où il est capturé .
Transporté à l'hôpital de Gisors, il y meurt le lendemain 27 juin.

## Reconnaissance
La mémoire de Georges Darling est rappelée en plusieurs endroits :
- sur une plaque située sur la façade de sa maison à Trie-Château, 56, rue Nationale ;
- sur le monument aux morts de Trie-Château, inauguré le 2 novembre 1947 [3] ;
- sur une stèle érigée à Neaufles-Saint-Martin, au carrefour des rues Alexandre Laurent et S. Sénécaux. Outre le nom de Georges Darling, y figurent aussi ceux d'Alexandre Laurent, d'Antonine Laurent et de Sylvain Sénécaux.
- sur le monument aux morts de Berneuil-en-Bray.

## Distinctions
- Il est reconnu « Mort pour la France »[4].
- Médaille de la Résistance française par décret du 15 juin 1946 (JO, 11 juillet 1946 )[5].

### Vidéo
- (en) R101 Disaster witness interview 1930 témoignage de Georges Darling sur le crash du dirigeable britannique R101 survenu le 5 octobre 1930 à Allonne (Oise).